# EU-Gipfel 2005
Der EU-Gipfel 2005 fand vom 16. bis zum 17. Juni 2005 in Brüssel, Belgien statt. Den Vorsitz hatte der luxemburgische EU-Ratsvorsitzende Jean-Claude Juncker.

## Themen
Wichtige Themen des Gipfels waren die Ablehnung der EU-Verfassung in Referenden in Frankreich und den Niederlanden sowie die Finanzplanung für 2007 bis 2013. Die Staats- und Regierungschefs der 25 EU-Staaten verständigten sich bei dem Treffen darauf, eine "Denkpause" zur gemeinsamen Verfassung einzulegen. Zuvor hatten Frankreich und die Niederlande die Verfassung abgelehnt. Die Regierungschefs sprachen sich bei dem Gipfel für eine Unterbrechung des Ratifizierungsprozesses aus.
Der irische Außenminister Dermot Ahern berichtet von einem Konsens darüber, dass nach dem Nein der Franzosen und Niederländer eine "Phase der Reflexion" notwendig sei. "Wir sollten uns Zeit nehmen und mit den Menschen sprechen", erklärte der Minister. Der Abschluss der Ratifizierung des EU-Vertrags war zuvor für den 1. November 2006 vereinbart gewesen. EU-Ratsvorsitzender Juncker verkündete auf dem Gipfel eine Verlängerung bis Mitte 2007. Bis dahin könne jedes Mitgliedsland "autonom und souverän" über den Zeitpunkt der Ratifizierung entscheiden, so Juncker. EU-Parlamentspräsident Josep Borrell betonte, dass trotz der Aussetzung des Ratifizierungsprozesses nicht ein einziges Mitgliedsland gefordert habe, den Ratifizierungsprozess zu stoppen. Auch Ahern erklärte während des Gipfels, dass niemand im Kreis der Staats- und Regierungschefs Nachverhandlungen zur Verfassung gefordert habe: "Wir stehen immer noch voll und ganz hinter der Verfassung." Junker sprach sich gegen Neuverhandlungen aus und erklärte: "Es wird keinen besseren Vertrag geben".
Ein weiteres Thema des EU-Gipfels waren die EU Finanzen und der Finanzrahmen für den Haushalt der Europäischen Union für die Jahre 2007 bis 2013. Der schwedische Ministerpräsident Göran Persson äußerte während der Verhandlungen seine Befürchtung, dass es keine Vereinbarung über die Finanzielle Vorausschau geben werde. "Die Differenzen sind zu groß", erklärte Persson in Brüssel. Der luxemburgische Außenminister Jean Asselborn bezeichnete das Treffen als einen "der schwierigsten Gipfel, die wir je hatten".
Nachdem während der Verhandlungen auch ein Kompromissvorschlag Junckers keine Zustimmung gefunden hatte, wurden die Gespräche schließlich abgebrochen.